# Maddalena Augusta di Anhalt-Zerbst
Maddalena Augusta di Anhalt-Zerbst (Zerbst, 23 ottobre 1679 – Altenburg, 11 ottobre 1740) fu una nobile dell'Anhalt-Zerbst e duchessa di Sassonia-Gotha-Altenburg.

## Biografia
Era figlia di Carlo Guglielmo di Anhalt-Zerbst, principe di Anhalt-Zerbst dal 1667 al 1717, e di Sofia di Sassonia-Weissenfels.

### Matrimonio

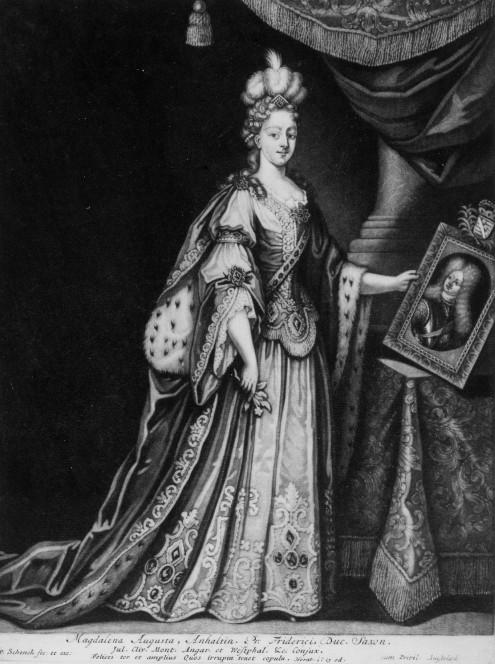
Maddalena Augusta di Anhalt-Zerbst, ritratta con in mano un ritratto del marito, il Duca Federico II di Sassonia-Gotha-Altenburg.

Venne data in sposa a Federico II, duca di Sassonia-Gotha-Altenburg dal 1691, figlio di Federico I di Sassonia-Gotha-Altenburg e di Maddalena Sibilla di Sassonia-Weissenfels. Il matrimonio, che sanciva l'unione tra gli Ascanidi e i Wettin, venne celebrato presso il castello di Friedenstein a Gotha il 7 giugno 1696. Su suo impulso nel 1705 il marito fondò ad Altenburg il Convento di Maddalena, in onore della sua antenata Maddalena di Sassonia-Altenburg. Nella Biblioteca di Gotha sono conservate lettere della Duchessa al marito, attestanti un rapporto matrimoniale felice ed affettuoso. Da prove abbastanza modeste si comprende il suo rifiuto di consentire che la sua figlia più giovane Augusta, apprendesse la lingua inglese dopo che ella era stata promessa in sposa al presuntivo erede al trono britannico. Maddalena infatti affermò che questo "è del tutto superfluo, dato che la famiglia di Hannover è sul trono britannico da circa vent'anni, così che la gente deve parlare bene il tedesco così come l'inglese, in Inghilterra e soprattutto in ogni evento della Corte".
Rimase vedova il 23 marzo 1732 e il ducato passò a suo figlio Federico III.

## Discendenza
Maddalena Augusta diede alla luce sedici figli:
- Sofia (Gotha, 30 maggio 1697 - Gotha, 29 novembre 1703);
- Federico (Gotha, 14 aprile 1699 - Gotha, 10 marzo 1772), sposò Luisa Dorotea di Sassonia-Meiningen;
- Guglielmo (Gotha, 12 marzo 1701 - Gräfentonna, 31 maggio 1771), sposò Anna di Holstein-Gottorp;
- Carlo Federico (Gotha, 20 settembre 1702 - Gotha, 21 settembre 1703);
- Giovanni Augusto (Gotha, 17 febbraio 1704 - Stadtroda, 8 maggio 1767);
- Cristiano (Gotha, 27 febbraio 1705 - Gotha, 5 marzo 1705);
- Cristiano Guglielmo (Gotha, 28 maggio 1706 - Stadtroda, 19 luglio 1748),  sposò Luisa di Schleiz;
- Ludovico Ernesto (Gotha, 28 dicembre 1707 - Gotha, 13 agosto 1763);
- Emanuele (Gotha, 5 aprile 1709 - Gotha, 10 ottobre 1710);
- Maurizio (Altenburg, 11 maggio 1711 - Altenburg, 3 settembre 1777);
- Sofia (1712);
- Carlo (1714-1715);
- Federica (Gotha, 17 luglio 1715 - Langensalza, 12 maggio 1775), sposò il duca Giovanni Adolfo II di Sassonia-Weissenfels;
- Maddalena Sibilla (Gotha, 15 agosto 1718 - Gotha, 9 novembre 1718);
- Augusta (Gotha, 30 novembre 1719 - Carlton House, 8 febbraio 1772), sposò il principe Federico di Hannover;
- Giovanni Adolfo (Gotha, 18 maggio 1721 - Friedrichstanneck, 29 aprile 1799).

## Ascendenza
|                                                  |                                                   |                                                | Genitori                                                 |  |  | Nonni |  |  | Bisnonni                             |  |  | Trisnonni                             |  |
|                                                  |                                                   |                                                |                                                          |  |  |       |  |  | 8. Rudolf, principe di Anhalt-Zerbst |  |  | 16. Joachim Ernst, principe di Anhalt |  |
|                                                  |                                                   |                                                |                                                          |  |  |       |  |  | 8. Rudolf, principe di Anhalt-Zerbst |  |  | 16. Joachim Ernst, principe di Anhalt |  |
|                                                  |                                                   | 17. Eleonore von Württemberg                   |                                                          |  |  |       |  |  | 8. Rudolf, principe di Anhalt-Zerbst |  |  |                                       |  |
| 4. Johann VI, principe di Anhalt-Zerbst          |                                                   |                                                |                                                          |  |  |       |  |  | 8. Rudolf, principe di Anhalt-Zerbst |  |  |                                       |  |
|                                                  |                                                   | 9. Magdelene von Oldenburg                     | 18. Johann VII, conte di Oldenburg                       |  |  |       |  |  |                                      |  |  |                                       |  |
|                                                  |                                                   | 9. Magdelene von Oldenburg                     | 18. Johann VII, conte di Oldenburg                       |  |  |       |  |  |                                      |  |  |                                       |  |
|                                                  |                                                   | 9. Magdelene von Oldenburg                     | 19. Elisabeth von Schwarzburg-Blankenburg                |  |  |       |  |  |                                      |  |  |                                       |  |
| 2. Karl Wilhelm, principe di Anhalt-Zerbst       |                                                   | 9. Magdelene von Oldenburg                     |                                                          |  |  |       |  |  |                                      |  |  |                                       |  |
|                                                  |                                                   | 10. Friedrich III, duca di Holstein-Gottorp    | 20. Johann Adolf, duca di Holstein-Gottorp               |  |  |       |  |  |                                      |  |  |                                       |  |
|                                                  |                                                   | 10. Friedrich III, duca di Holstein-Gottorp    | 20. Johann Adolf, duca di Holstein-Gottorp               |  |  |       |  |  |                                      |  |  |                                       |  |
|                                                  |                                                   | 10. Friedrich III, duca di Holstein-Gottorp    | 21. Augusta af Danmark                                   |  |  |       |  |  |                                      |  |  |                                       |  |
| 5. Sophie Auguste von Schleswig-Holstein-Gottorf |                                                   | 10. Friedrich III, duca di Holstein-Gottorp    |                                                          |  |  |       |  |  |                                      |  |  |                                       |  |
|                                                  |                                                   | 11. Maria Elisabeth von Sachsen                | 22. Johann Georg I, principe elettore di Sassonia (= 12) |  |  |       |  |  |                                      |  |  |                                       |  |
|                                                  |                                                   | 11. Maria Elisabeth von Sachsen                | 22. Johann Georg I, principe elettore di Sassonia (= 12) |  |  |       |  |  |                                      |  |  |                                       |  |
|                                                  |                                                   | 11. Maria Elisabeth von Sachsen                | 23. Magdalena Sibylle von Preußen (= 13)                 |  |  |       |  |  |                                      |  |  |                                       |  |
| 1. Magdalena Augusta von Anhalt-Zerbst           |                                                   | 11. Maria Elisabeth von Sachsen                |                                                          |  |  |       |  |  |                                      |  |  |                                       |  |
|                                                  | 12. Johann Georg I, principe elettore di Sassonia | 24. Christian I, principe elettore di Sassonia |                                                          |  |  |       |  |  |                                      |  |  |                                       |  |
|                                                  | 12. Johann Georg I, principe elettore di Sassonia | 24. Christian I, principe elettore di Sassonia |                                                          |  |  |       |  |  |                                      |  |  |                                       |  |
|                                                  | 12. Johann Georg I, principe elettore di Sassonia | 25. Sophie von Brandenburg                     |                                                          |  |  |       |  |  |                                      |  |  |                                       |  |
| 6. August, duca di Sassonia-Weissenfels          | 12. Johann Georg I, principe elettore di Sassonia |                                                |                                                          |  |  |       |  |  |                                      |  |  |                                       |  |
|                                                  |                                                   | 13. Magdalena Sibylle von Preußen              | 26. Albrecht Friedrich, duca di Prussia                  |  |  |       |  |  |                                      |  |  |                                       |  |
|                                                  |                                                   | 13. Magdalena Sibylle von Preußen              | 26. Albrecht Friedrich, duca di Prussia                  |  |  |       |  |  |                                      |  |  |                                       |  |
|                                                  |                                                   | 13. Magdalena Sibylle von Preußen              | 27. Marie Eleonore von Jülich-Kleve-Berg                 |  |  |       |  |  |                                      |  |  |                                       |  |
| 3. Sophia von Sachsen-Weißenfels                 |                                                   | 13. Magdalena Sibylle von Preußen              |                                                          |  |  |       |  |  |                                      |  |  |                                       |  |
|                                                  |                                                   | 14. Adolf Friedrich I, principe di Ratzeburg   | 28. Johann VII, duca di Meclemburgo-Schwerin             |  |  |       |  |  |                                      |  |  |                                       |  |
|                                                  |                                                   | 14. Adolf Friedrich I, principe di Ratzeburg   | 28. Johann VII, duca di Meclemburgo-Schwerin             |  |  |       |  |  |                                      |  |  |                                       |  |
|                                                  |                                                   | 14. Adolf Friedrich I, principe di Ratzeburg   | 29. Sophia von Schleswig-Holstein-Gottorf                |  |  |       |  |  |                                      |  |  |                                       |  |
| 7. Anna Maria von Mecklenburg-Schwerin           |                                                   | 14. Adolf Friedrich I, principe di Ratzeburg   |                                                          |  |  |       |  |  |                                      |  |  |                                       |  |
|                                                  |                                                   | 15. Anna Maria von Ostfriesland                | 30. Enno III, conte della Frisia orientale               |  |  |       |  |  |                                      |  |  |                                       |  |
|                                                  |                                                   | 15. Anna Maria von Ostfriesland                | 30. Enno III, conte della Frisia orientale               |  |  |       |  |  |                                      |  |  |                                       |  |
|                                                  |                                                   | 15. Anna Maria von Ostfriesland                | 31. Anna von Schleswig-Holstein-Gottorf                  |  |  |       |  |  |                                      |  |  |                                       |  |
|                                                  |                                                   | 15. Anna Maria von Ostfriesland                |                                                          |  |  |       |  |  |                                      |  |  |                                       |  |